# Veit Dinkelaker
Veit Dinkelaker (* 20. Jahrhundert) ist ein deutscher evangelischer Theologe, Pädagoge und Autor. Seit 2021 ist er Leiter des Bibelhaus Erlebnismuseums in Frankfurt am Main.

## Leben und Wirken
Veit Dinkelaker studierte evangelische Theologie an den Universitäten Bonn, Heidelberg, Frankfurt am Main und Tübingen. Nach seinem Studium wirkte er ab 2002 als Pfarrer der Schlosskirche in Rumpenheim. Im Juli 2009 wechselte er als Theologischer Referent für Religionspädagogik an das Bibelhaus Erlebnismuseum, dessen Direktor er seit 2021 ist. Daneben übt Dinkelaker Lehrtätigkeiten an den Universitäten Frankfurt am Main und Oldenburg aus. Er ist beratendes Mitglied des „ImDialog“-Arbeitskreises für das christlich-jüdische Gespräch in der Evangelischen Kirche in Hessen und Nassau. Zudem engagiert er sich als Delegierter in der Arbeitsgemeinschaft Christlicher Kirchen Frankfurt. Dinkelaker hat zahlreiche Beiträge zur Religionspädagogik und Exegese vorgelegt. Gemeinsam mit Martin Peilstöcker schrieb er das Buch G*tt w/m/d. Geschlechtervielfalt seit biblischen Zeiten.

## Schriften (Auswahl)
- mit Martin Peilstöcker: G*tt w/m/d. Geschlechtervielfalt seit biblischen Zeiten. Nünnerich-Asmus, Oppenheim am Rhein 2021, ISBN 978-3-96176-138-8.